# Heartbeat Tour
Heartbeat Tour foi a segunda turnê da cantora e compositora britânica Jessie J, para divulgação de seu álbum de estúdio de estreia, Who You Are, lançado em fevereiro de 2011. A turnê se iniciou em outubro de 2011, no Reino Unido, e se encerrou com uma apresentação no F1 Rocks Music Festival, em São Paulo, no Brasil, em novembro do mesmo ano, figurando como a primeira apresentação da carreira da cantora no Brasil e na América Latina. O responsável pela abertura das apresentações foi o rapper Devlin.

## Setlist
Diferentemente da primeira turnê da cantora, Stand Up Tour, o setlist da Heartbeat Tour continha, além de canções padrões de Who You Are (algumas delas apresentadas ao vivo pela primeira vez), faixas extras e demais composições não incluídas nas edições especiais do álbum, performadas ao vivo. 
1. "Big White Room"
2. "Who's Laughing Now"
3. "Rainbow"
4. "Stand Up"/"One Love"
5. "Casualty of Love"
6. "Nobody's Perfect"
7. "My Shadow"
8. "Never Too Much"
9. "Abracadabra"
10. "I Need This"
11. "Technology"/"Up"
12. "L.O.V.E"
13. "Who You Are"
14. "Mamma Knows Best"

Encore
1. "Do It Like a Dude"
2. "Price Tag"
3. "Domino"

## Datas
| Data                 | Cidade      | País        | Local                            |
| -------------------- | ----------- | ----------- | -------------------------------- |
| Europa               |             |             |                                  |
| 17 de Outubro, 2011  | Birmingham  | Reino Unido | O2 Academy Birmingham            |
| 18 de Outubro, 2011  | Birmingham  | Reino Unido | O2 Academy Birmingham            |
| 19 de Outubro, 2011  | Doncaster   | Reino Unido | Dome Leisure Centre              |
| 21 de Outubro, 2011  | Manchester  | Reino Unido | Manchester Apollo                |
| 22 de Outubro, 2011  | Liverpool   | Reino Unido | University of Liverpool Hall     |
| 23 de Outubro, 2011  | Bournemouth | Reino Unido | Bournemouth International Centre |
| 25 de Outubro, 2011  | Edimburgo   | Reino Unido | Usherland Hall                   |
| 26 de Outubro, 2011  | Blidlington | Reino Unido | CityWorld Theatre                |
| 27 de Outubro, 2011  | Plymouth    | Reino Unido | Plymouth Pavillion               |
| 29 de Outubro, 2011  | Cardiff     | Reino Unido | Cardiff Arena                    |
| 30 de Outubro, 2011  | Leeds       | Reino Unido | O2 Academy Leeds                 |
| 1 de Novembro, 2011  | Londres     | Reino Unido | HMV Hammersmith Apollo           |
| 2 de Novembro, 2011  | Londres     | Reino Unido | HMV Hammersmith Apollo           |
| 3 de Novembro, 2011  | Brighton    | Reino Unido | The Centre Hall                  |
| América do Sul       |             |             |                                  |
| 24 de Novembro, 2011 | São Paulo   | Brasil      | Via Funchal[A]                   |

A Este concerto é parte do F1 Rock Music Festival